# 傅楚惠
傅楚惠（英語：Olivia Fu，1977年9月28日—），香港女演員，慧妍雅集成員，為前香港電視網絡及無綫電視合約藝員，1998年度香港小姐競選佳麗。原名傅子欣，曾用名傅楚卉，1999年參與第13期無線電視藝員訓練班，從而加入無綫電視。曾與潘芝莉輪任六合彩節目主持。2002年，她被無綫電視派往兒童組主持兒童節目《開心小跳豆》。2005年，傅楚卉約滿離開無綫電視。2006年，與拍拖八年的男友結婚，翌年誕下女兒。Chloe 在2017年成功成為小太空人，受眾人關注。2012年，她加入香港電視網絡，2013年約滿香港電視網絡後離開。

## 演出作品

### 電視劇（無線電視）
- 1999：刑事偵緝檔案IV 飾 張少彩（林浩天之妻）
- 1999：創世紀 飾 Irene
- 1999：真情
- 1999：雙面伊人 飾 女護士
- 1999：非常保鑣 飾 護士
- 1999：洗冤錄 飾 少女
- 2000：夢想成真 飾 時裝店店員／售貨員
- 2000：創世紀II天地有情 飾 Suki
- 2000：楊貴妃 飾 才人妃子
- 2000：十月初五的月光 飾 Ann
- 2000：FM701 飾 Office Lady
- 2000：妙手仁心II 飾 簡和平（Peace）
- 2001：皆大歡喜 飾 春梅
- 2001：七姊妹 飾 七妹
- 2001：娛樂反斗星 飾 關絲琳／孫琳
- 2001：封神榜 飾 李貴妃
- 2001：錦繡良緣 飾 楚楚
- 2002：法網伊人 飾 區詠芝
- 2002：烈火雄心II 飾 琪琪
- 2003：金牌冰人 飾 林翠貞
- 2003：天子尋龍 飾 織女
- 2003：繾綣仙凡間 飾 永明郡主
- 2004：足秤老婆八両夫 飾 吳莉莉
- 2004：怪俠一枝梅 飾 阮溪沙
- 2004：血薦軒轅 飾 春梅
- 2004：皆大歡喜 飾 孕婦
- 2005：Yummy Yummy 飾 紅
- 2005：開心賓館 飾 「寫意旅行社」職員
- 2005：奇幻潮「四人再歸西」單元 飾 Esther\「重生校園」單元 飾 教師
- 2006：追魂交易 飾 林芷君
- 2006：人生馬戲團 飾 陳三妹（青年）
- 2006：施公奇案 飾 游彩
- 2006：謎情家族 飾 陳麗雲（青年）

### 電視劇（香港電視網絡）
- 2014年：警界線 飾 方母
- 2015年：導火新聞線 飾 鄧芷晴
- 2015年：大眾情性 飾 丁　太
- 2015年：歲月樓情 飾 古太太
- 2015年：末日+5（單元三） 飾 Rebecca
- 2015年：三面形醫 飾 王太
- 2015年：開腦儆探 飾 金子慧

### 電視劇（香港電台）
- 2018年：獅子山下2018

### 電影
- 1998年：每天愛您八小時
- 2000年：公元2000
- 2001年：重裝警察
- 2002年：二人三足 飾 護士
- 2015年：哥基王子
- 2016年：寒戰II 飾 高級督察

### 節目主持（無綫電視）
- 1999年：《六合彩》（與潘芝莉）
- 2002年：《開心小跳豆》

## 外部連結
- 傅楚惠的新浪微博
- 傅楚惠的Facebook專頁
- 傅楚惠在香港影庫上的簡介